# Jim Mahon Memorial Trophy
Jim Mahon Memorial Trophy – nagroda przyznawana najskuteczniejszemu w punktacji kanadyjskiej prawoskrzydłowemu sezonu Ontario Hockey League. Patronem został wybrany zmarły w wypadku z 1971, Jim Mahon.

## Lista nagrodzonych
- 2016–17 – Alex DeBrincat, Erie Otters
- 2015–16 – Kevin Labanc, Barrie Colts
- 2014–15 – Mitchell Marner, London Knights[1]
- 2013–14 – Connor Brown, Erie Otters
- 2012–13 – Seth Griffith, London Knights
- 2011–12 – Tyler Toffoli, Ottawa 67’s
- 2010–11 – Tyler Toffoli, Ottawa 67’s i Jason Akeson, Kitchener Rangers
- 2009–10 – Taylor Beck, Guelph Storm
- 2008–09 – Bryan Cameron, Belleville Bulls
- 2007–08 – John Hughes, Brampton Battalion
- 2006–07 – Patrick Kane, London Knights
- 2005–06 – Dave Bolland, London Knights
- 2004–05 – Corey Perry, London Knights
- 2003–04 – Corey Perry, London Knights
- 2002–03 – Matt Foy, Ottawa 67’s
- 2001–02 – Mike Renzi, Belleville Bulls
- 2000–01 – Branko Radivojevič, Belleville Bulls
- 1999–2000 – Sheldon Keefe, Barrie Colts
- 1998–99 – Norm Milley, Sudbury Wolves
- 1997–98 – Maksim Spiridonow, London Knights
- 1996–97 – Joe Seroski, Sault Ste. Marie Greyhounds
- 1995–96 – Cameron Mann, Peterborough Petes
- 1994–95 – David Ling, Kingston Frontenacs
- 1993–94 – Kevin Brown, Detroit Junior Red Wings
- 1992–93 – Kevin Brown, Detroit Junior Red Wings
- 1991–92 – Darren McCarty, Belleville Bulls
- 1990–91 – Rob Pearson, Oshawa Generals
- 1989–90 – Owen Nolan, Cornwall Royals
- 1988–89 – Stan Drulia, Niagara Falls Thunder
- 1987–88 – Sean Williams, Oshawa Generals
- 1986–87 – Ron Goodall, Kitchener Rangers
- 1985–86 – Ray Sheppard, Cornwall Royals
- 1984–85 – Dave MacLean, Belleville Bulls
- 1983–84 – Wayne Presley, Kitchener Rangers
- 1982–83 – Ian MacInnis, Cornwall Royals
- 1981–82 – Tony Tanti, Oshawa Generals
- 1980–81 – Tony Tanti, Oshawa Generals
- 1979–80 – Jim Fox, Ottawa 67’s
- 1978–79 – Mike Foligno, Sudbury Wolves
- 1977–78 – Dino Ciccarelli, London Knights
- 1976–77 – John Anderson, Toronto Marlboros
- 1975–76 – Peter Lee, Ottawa 67’s
- 1974–75 – Mark Napier, Toronto Marlboros
- 1973–74 – Dave Gorman, St. Catharines Black Hawks
- 1972–73 – Dennis Ververgaert, London Knights
- 1971–72 – Billy Harris, Toronto Marlboros